# István Sándorfi
István Sándorfi (en francès:Etienne Sandorfi) (Budapest, Hongria, 12 de juny de 1948 - París, França, 26 de desembre de 2007) va ser un pintor hongarès que va viure la major part de la seva vida a França.

## Biografia
El seu pare va ser director de la filial hongaresa d'una gran empresa nord-americana (IBM), per això el 1950 va ser condemnat a cinc anys de presó en un procés legal de concepció (acusat d'espia), alliberant-se uns dies anteriors a la Revolució hongaresa de 1956. En 1956, als 8 anys va abandonar Hongria amb la seva família. Fins a 1958 van viure a Alemanya, després va residir a França fins a la seva mort. Es va graduar en belles arts a la École Supérieure des Beaux Arts (Escola Superior de Belles Arts) de París, i també va assistir a la École des Arts Décoratifs (Escola d'Arts Decoratives). Va tenir dues filles, Ange (nascuda a 1974) i Eve (nascuda a 1979). Va morir el 26 de desembre de 2007 en un hospital de París, d'una malaltia aguda. Es van acomiadard'ell el 2 de gener de 2008 en una cerimònia fúnebre a París i, d'acord amb la seva última voluntat, les seves cendres després van ser portades a Hongria; ara descansa al Cementiri de Kispest, districte 19 Budapest.

## Art
Va iniciar la seva carrera volcant-se en el dibuix, després als 12 anys va començar a fer olis. En els seus primers dibuixos de 1956 apareixien revolucionaris vistos des de la finestra de casa seva a Kispest, el resultat era realista que la seva mare va amagar aquestes obres. A partir dels 1970 durant 15 anys s'utilitzava a si mateix com a model, això li causava una gran aversió a la presència d'altres mentre treballava en les obres. Tot i això, no només allunyava a les persones del seu voltant sinó també la llum natural. La seva primera exposició va ser en una galeria de París, als 17 anys. Aquestes pintures les dibuixava amb bolígraf, i eren retrats generant efectes de fotografia. El 1973 es va celebrar la seva primera exposició important en el Museu d'Arts Modernes de París. Des d'aleshores diverses galeries estrangeres competien per exposar les seves obres, i més tard les seves pintures van tenir lloc a pinacoteques de Copenhaguen, Roma, París, Múnic, Brussel·les, Basilea, Nova York, Los Angeles i San Francisco.
En el seva primera època, en comptes de retrats, pintava diversos objectes en posicions complicades. Ha impactat al públic amb el seu natura morta dels intestins. En les seves obres sovint es representava en posicions molt rares, amb extremitats lligades, ulls tapats, o bé juntament amb objectes estranys.
A finals dels 70 i principi dels 1980, la seva gamma de colors constava de blau, lila i combinacions fredes. Als 80 va pintar diversos fragments de braç i de cama, així com bodegons, figures femenines, basats, per descomptat, en fotografies. Des de 1988 pintava només figures femenines, utilitzant moltes vegades a les seves filles com a models. Com ja feia anteriorment, al costat dels cossos femenins coberts de llençols, es trobaven també objectes rars. Malgrat aquest fet, en els seus bodegons representava, sobretot, ampolles i fruites (pomes, taronges, préssecs, peres). El fons de les seves pintures era, en general, la simple paret blanca, encara que també pintava amb meticulositat les esquerdes d'aquesta.
La seva primera exposició relacionada amb Hongria es va celebrar el 2001 a l'Institut Hongarès de París, la qual, així com les seves posteriors exposicions d'Hongria, van ser organitzades per Kálmán Makláry. El dia de la seva primera exposició a Hongria va ser el 2006, exactament 50 anys després que abandonés el país. En aquesta figuraven quinze de les seves pintures, exposades per la Galeria Erdész i Makláry Fine Art de Budapest. Del 13 d'abril al 3 de juny de 2007 tenia una exposició col·leccionista a Debrecen, on es podien veure setanta obres seves en elMÒDEM(Museu d'Arts Modernes i Contemporànies de Debrecen).
| «                 | En els hongaresos viuen unes ànsies fortes cap a una moda cultural de la qual van ser exclosos durant dècades. Venen una rere una les exposicions que volen semblar avantguardistes, les instal·lacions, els monocroms. Volen imitar l'èxtasi de l'art capitalista, que en l'occident representa ja una cultura artificial i molt antiquada. La moda no és només la més gran enemiga de l'art, encara pitjor és aquella moda que ha passat de moda: fa ridícula a la idea que tenen els funcionaris sobre l'art com a tal . | » |
| — István Sándorfi | |   |

Encara que hagi estudiat, fins i tot dos instituts de gran renom, sempre es va considerar a si mateix un artista autodidacta. Els crítics d'art amb freqüència englobaven a Sándorfi entre els artistes hiperrealistes, però ell mateix mai es va considerar com a tal, ja que en les seves obres, aparentment minucioses, sempre hi va haver errors intencionats (com ara un braç o un peu borrosos), que trencava l'efecte fotogràfic de la pintura.

## Exposicions
- 1966 - Galerie des Jeunes, Párizs • Galerie de la Barbière, Le Barroux
- 1970 - Galerie 3 +2, París
- 1973 - C. d'Art Moderne de la Ville de Paris
- 1974 - Galerie Daniel Gervis, París
- 1975 - Galerie Beaubourg, París
- 1976 - Bucholz Galerie, Múnic
- 1977, 1980 - Galerie ISY Brachot, Brussel·les
- 1978, 1981, 1983 - Galerie ISY Brachot, París
- 1979 - FIAC, Galerie ISY Brachot, París
- 1981 - Galerie ISY Brachot, Basilea
- 1982 - Amaury Taitinger Gallery, Nova York
- 1984 - FIAC, Galerie ISY Brachot, París
- 1986 - Galerie Lavigne-Bastille, París, Galerie de Bellecour, Lió
- 1987 - Lavigne-Bastille Gallery, Los Angeles; Hôtel de Ville, Nancy
- 1988 - Armory Show '88, Lavigne-Bastille Gallery, Nova York; Abbaye des Cordeliers, Châteauroux (retrospectiva) - Louis K. Meisel Gallery, Nova York; FIAC, Galerie Lavigne-Bastille, París
- 1991 - Galerie Praz-Fitussi, París
- 1993 - Galerie Guénéguaud, París, Galerie Mann, París
- 1994, 1997 - Jane Kahan Gallery, Nova York
- 1999 - Galerie Tempera, Brussel
- 1999 - 2000 - Gallerihuset, Copenhaguen
- 2006 - Galeria Erdész-Makláry, Budapest
- 2007 - Canvi de colors del cos. Exposició de trajectòria, MÒDEM, Debrecen.